# Sofía Rodríguez
María Sofía Rodríguez Acosta y Lara (Montevideo, 29 de septiembre de 1981) es una comunicadora, presentadora de televisión, periodista y productora uruguaya.

## Carrera
Graduada de la Universidad ORT Uruguay como licenciada en comunicación periodística, su incursión en la televisión fue a inicios de la década de 2000 en Todo punta, programa de moda emitido por el Canal 4. Tiempo después, durante tres años, participó como productora del ciclo Los viajes del 12, conducido por Julio Alonso en Teledoce. Trabajó, además en la Radio Sarandí.
Entre 2010 y 2011 fue panelista del magacín Día perfecto de Teledoce, el cual marcó su entrada al mundo del espectáculo en Uruguay.
En 2013 ingresó nuevamente a Canal 4. Fue panelista, durante cinco años, del programa de espectáculos Algo contigo, presentado por Luis Alberto Carballo. También fue columnista de moda con participaciones esporádicas en el magacín matutino Buen día Uruguay. Debutó en la conducción con el reality show de moda Maybelline Model Uruguay, de la compañía Maybelline, el cual condujo durante cinco temporadas entre 2013 y 2017.
Fue coconductora de Vespertinas junto con Adriana Da Silva, Valeria Tanco, Inés Pereyra y Leonor Svarcas, desde 2018 y hasta mediados de 2021, donde el programa fue cancelado debido a «bajos índices de audiencia», y «altos costos de producción», según el canal. Ese mismo año también fue cancelado abruptamente Arde la ciudad, programa radial que condujo por Radiocero durante cinco años junto a Robert Moré y Nicolás Núñez.
En febrero del año siguiente se confirmó su participación como jurado e investigadora de ¿Quién es la máscara?, reality show conducido por Maxi de la Cruz, versión local del formato surcoreano King of Mask Singer. El programa comenzó sus grabaciones en febrero y se emite desde mayo.
El 27 de febrero de 2023 estrenó el programa radial Rompe, paga junto a Juan Pablo Brianza en Radiocero.

## Vida personal
En el año 2019 se divorció de su esposo Leandro Gómez, tras una relación de casi diez años. En 2021 comenzó una relación con el cocinero Tomás Bartesaghi. El 14 de febrero de 2024 la pareja anunció que estaban esperando su primer hijo. El 24 de agosto, dio a luz a su hijo, Borja Bartesaghi Rodríguez.

## Filmografía

### Televisión
| Año           | Trabajo                  | Canal    | Rol                        |
| ------------- | ------------------------ | -------- | -------------------------- |
| 2002          | Todo punta               | Canal 4  | Columnista de moda         |
| 2003-2006     | Los viajes del 12        | Teledoce | Productora                 |
| 2010-2011     | Día perfecto             | Teledoce | Panelista                  |
| 2011          | Un minuto para ganar     | Teledoce | Participante (un programa) |
| 2012-2017     | Algo contigo             | Canal 4  | Panelista                  |
| 2013-2017     | Maybelline Model Uruguay | Canal 4  | Conductora                 |
| 2013-2016     | Buen día Uruguay         | Canal 4  | Columnista de moda         |
| 2018-2021     | Vespertinas              | Canal 4  | Coconductora               |
| 2022-presente | ¿Quién es la máscara?    | Teledoce | Investigadora y jurado     |

### Radio
| Año           | Trabajo        | Rol          |
| ------------- | -------------- | ------------ |
| 2016-2021     | Arde la ciudad | Coconductora |
| 2023-presente | Rompe, paga    | Coconductora |